# Diadès de Pella
Diadès de Pella (en grec ancien Διάδης ο Πελλαίος) surnommé "l'Assiégeant" (Πολιορκητής Poliorkitis), était un ingénieur militaire thessalien et inventeur de nombreux engins de siège. Il était l'élève de l'ingénieur militaire de Philippe II, Polyeidos de Thessalie.
Il vécut dans la seconde moitié du IVe siècle av. J.-C. Diadès accompagna Alexandre le Grand dans ses campagnes à l'Est. Il construisit (ou améliora) des tours de siège mobiles, des béliers, des trépans et des grues équipées d'un boulet de démolition pour détruire les murs d'enceinte. Diadès était connu comme "l'Homme qui prit Tyr avec Alexandre". Il écrivit également son Traité des machines et collabora avec Charias.

## Sources littéraires
- Vitruve, VII, preaf.14.X,13,3-8.
- Athénée le Mécanicien, Mécanique [lire en ligne].